# Cananga
Cananga is een geslacht uit de familie Annonaceae. De soorten uit het geslacht komen voor van in tropisch Azië tot in Noord-Australië. Uit de bloemen van de soort Cananga odorata wordt de etherische olie ylang-ylang gewonnen. 

## Soorten
- Cananga brandisiana (Pierre) Saff.
- Cananga odorata (Lam.) Hook.f. & Thomson